# XM312
XM312は採用から年数が経ち旧式化したブローニングM2重機関銃を代替するというアメリカ軍の要求に応えてジェネラル・ダイナミクスが開発を進めていた重機関銃で、技術的にはXM307 25mm擲弾射機をもとに12.7x99mm NATO弾に対応させたものである。 
部品点数が少なく、軽量で、XM312とXM307はユニット交換によりわずか数分で相互に転換することができる。 
アメリカ軍は2008年度予算においてジェネラル・ダイナミクスにXM307とXM312の開発のため1,000万USドルを支払った。 
アメリカ陸軍は2008年5月にブローニングM2を補完するため、より軽量の50口径機関銃XM806の開発についてジェネラル・ダイナミクス・アーマメント・アンド・テクニカル・プロダクツとの間で900万ドルの契約を締結したが、2012年に開発は中止された。代替機種が見つからないため、アメリカ陸軍は制式採用から半世紀以上を経過した旧式銃であるブローニングM2とMk19 自動擲弾銃を調達し続けている。 

## 仕様
- 重量：40ポンド（20 kg）[5]
- 外形寸法：W:9.9in×H:7.2in×L:61.5in（251 mm×183 mm×1562  mm）
- 携帯性：携帯または車載
- 安定性：三脚高上限：18インチ（460 mm）
- 作動：ハイブリッドガス圧作動方式（銃身および銃身延長部と給弾機構は反動、遊底閉鎖機構はガスにより駆動）。信頼性向上のためガス圧を使用しない設計変更が進められていた。
- 環境条件：全天候
- 信頼性（動作不良発生平均間隔弾数）：6,000 (閾値) / 10,000 (要求仕様)
- 発射速度： 
  - 断続発射時：毎分260発[6]
  - 連続発射時：毎分40発（銃身交換なし）、5-7連バーストではM2HBと同等。
- 集弾性：1.1 ミリラジアン以下（標準偏差範囲）
- 有効射程：2,000メートル
- 使用弾薬： 12.7x99mm NATO弾（M33通常弾、M8徹甲弾、M20徹甲焼夷弾およびMk211炸裂徹甲焼夷弾、M903 SLAP）
- 反動：300フィートポンド（407 J）
- 給弾：装着式弾薬缶またはベルマウス式アタッチメントの他、M2同様のM9弾帯による給弾も可能。左側給弾・右側排莢。

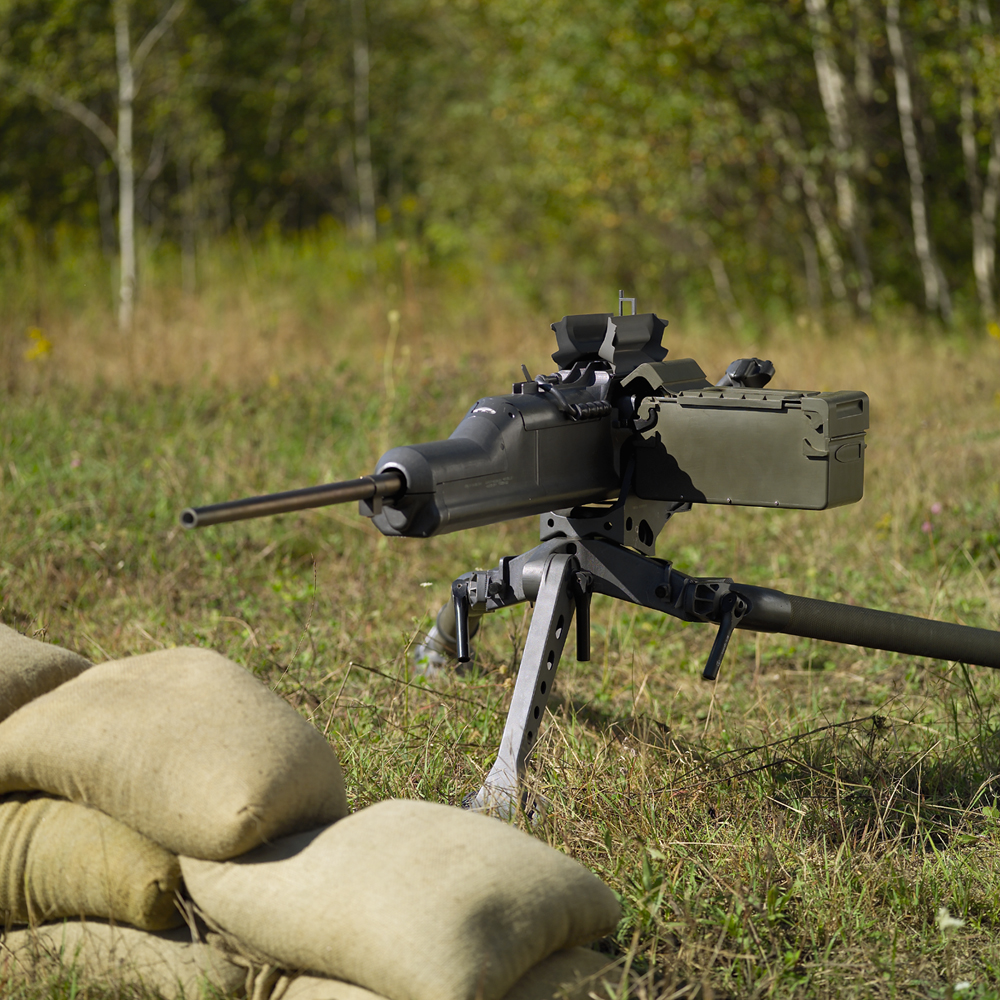

## 状況
- 2005年9月：ドイツのグラーフェンヴェーア演習場で試射が行われた[7]。